# Luc Tartar
Luc Charles Tartar (* 1946) ist ein französischer Mathematiker, der sich mit Partiellen Differentialgleichungen befasst.
Tartar bereitete sich im Lycée Charlemagne in Paris auf die Eintrittsprüfungen der Grand Ecoles vor und studierte ab 1965 Physik und Mathematik an der École polytechnique mit dem ursprünglichen Ziel Ingenieur zu werden, wobei er bei Laurent Schwartz und Jacques-Louis Lions hörte. Er wurde 1971 bei Lions an der Universität Paris promoviert (Interpolation non lineare et applications). Er forschte an der Universität Paris IX (Dauphiné) und der Universität Paris-Süd in Orsay. 1975 bis 1982 forschte er in Limeil für das CEA. Später wurde er Professor an der Carnegie Mellon University.
Er entwickelte seit den 1970er Jahren mathematische Methoden, um zu sehen, wie sich partielle Differentialgleichungen, die auf mikroskopischer Ebene in der Atomphysik und Kontinuumsmechanik benutzt werden, auf höheren Skalen zu neuen effektiven Theorien transformieren (Homogenisierung). Darin drückt sich seine Sicht aus, dass die üblicherweise in der theoretischen Physik verwendeten aufgrund einfacher Prinzipien wie Symmetrien abgeleiteten dynamischen Gesetze auf unterschiedlichen Skalen erheblich von den tatsächlichen Gesetzen abweichen. Er betrachtet vom mathematischen Standpunkt sowohl stochastische Modelle als auch nichtrelativistische Quantenmechanik mit Skepsis (letztere da die Relativitätstheorie hyperbolische PDE bevorzugt). Er fasste seine Philosophie zum Beispiel in seinem Vortrag auf dem ICM 1990 in Kyoto zusammen und legte sie in mehreren Lehrbüchern dar, die er nach seiner Emeritierung schrieb. Für unmittelbare Anwendungen orientiert er sich an Fragen der Kontinuumsmechanik, zum Beispiel bei Mischungen und zusammengesetzten Materialien, deren effektiven konstitutiven Gleichungen und dem Verhalten von nichtlinearen Schwingungen.
Zum Studium der Homogenisierung partieller Differentialgleichungen führte er H-Maße (H-measures) ein, wobei H für Homogenisierung steht, zunächst zur Beschreibung von Konzentrationseffekten bei der Ausbreitung von Singularitäten und kleinen Schwingungen einiger partieller Differentialgleichungen in der Kontinuumsmechanik. Sie wurden unabhängig von Patrick Gérard als Microlocal Defect Measures eingeführt.
1990 war er Invited Speaker auf dem Internationalen Mathematikerkongress in Kyoto (H-measures and applications). Er ist Mitglied der Académie des sciences.

## Schriften
- General theory of homogenization – a personal introduction, Springer Verlag 2009
- From hyperbolic systems to kinetic theory: a personalized quest, Springer Verlag 2008
- An introduction to Sobolev spaces and interpolation spaces, Springer Verlag 2007
- An introduction to Navier-Stokes equation and oceanography, Springer Verlag 2006
- An introduction to the homogenization method in optimal design, in Kawohl, Tartar u. a. Optimal Shape Design, Lecture Notes in Mathematics 1740 (CIME Summer School, Portugal 1998), Springer Verlag 2000
- On Mathematical Tools for Studying Partial Differential Equations of Continuum Physics: H-measures and Young Measures, in: G. Buttazzo, G. P. Galdi, L. Zanghirati (Hrsg.): Developments in Partial Differential Equations and Applications to Mathematical Physics, Plenum Press, New York, 1992., 201-217
- H-measures, a New Approach for Studying Homogenization, Oscillations and Concentration Effects in Partial Differential Equations, Proc. Roy. Soc. Edinburg,  115 A, 1990, 193–230.